# Cosmoclostis aglaodesma
Cosmoclostis aglaodesma är en fjärilsart som beskrevs av Edward Meyrick 1886. Cosmoclostis aglaodesma ingår i släktet Cosmoclostis och familjen fjädermott. Inga underarter finns listade i Catalogue of Life.